# Thorame-Haute
Thorame-Haute is een gemeente in het Franse departement Alpes-de-Haute-Provence (regio Provence-Alpes-Côte d'Azur) en telt 174 inwoners (1999). De plaats maakt deel uit van het arrondissement Castellane.

## Geografie
De oppervlakte van Thorame-Haute bedraagt 108,0 km², de bevolkingsdichtheid is 1,7 inwoners per km².

## Verkeer en vervoer
In de gemeente ligt spoorwegstation Thorame-Haute.
De onderstaande kaart toont de ligging van Thorame-Haute met de belangrijkste infrastructuur en aangrenzende gemeenten.

## Demografie
Onderstaande figuur toont het verloop van het inwonertal (bron: INSEE-tellingen).
Vanwege een beveiligingsprobleem met de MediaWiki Graph-software is het momenteel niet mogelijk deze grafiek weer te geven. Zodra de software is bijgewerkt zal de grafiek vanzelf weer zichtbaar worden.

## Afbeeldingen

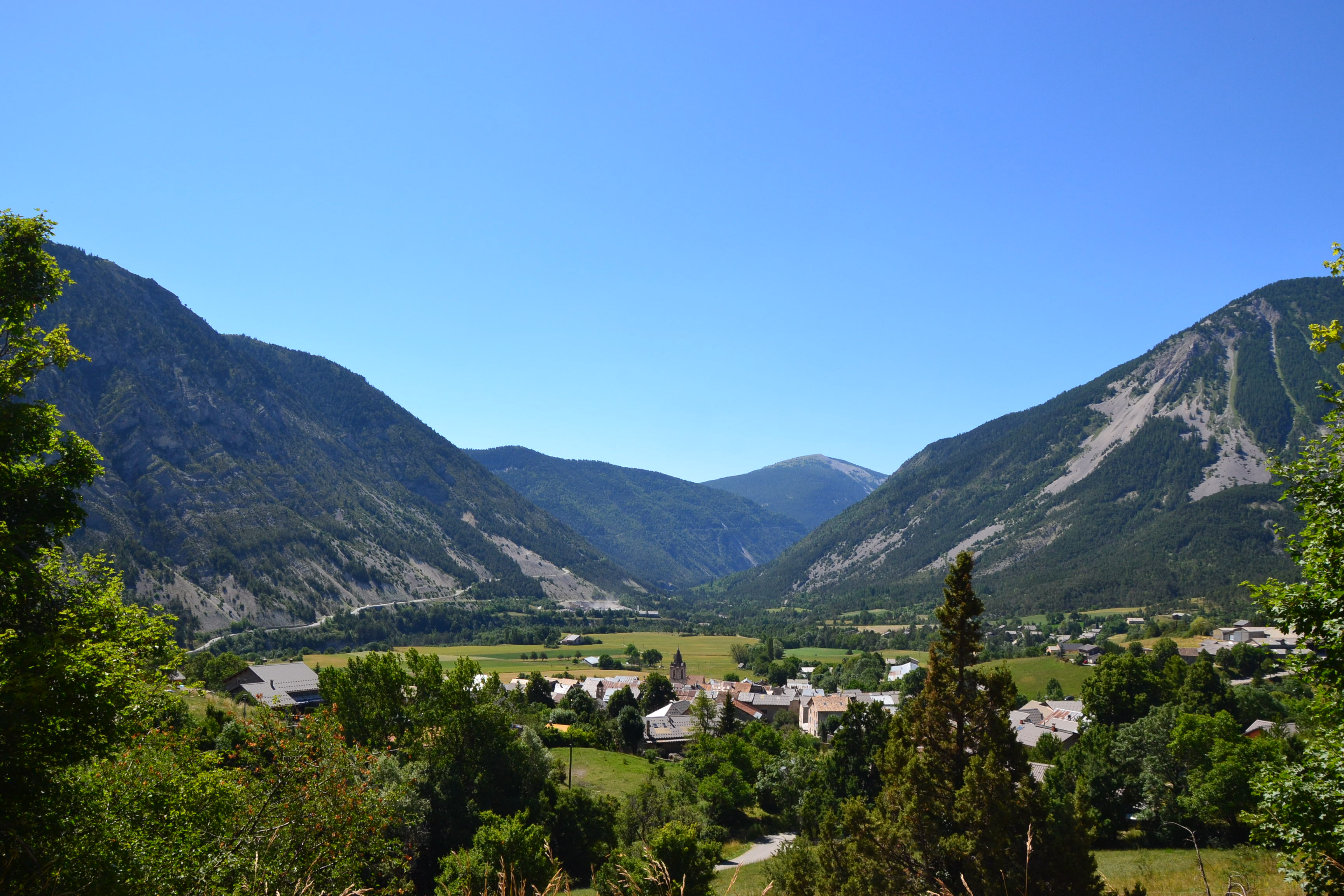
Gezicht op Thorame-Haute
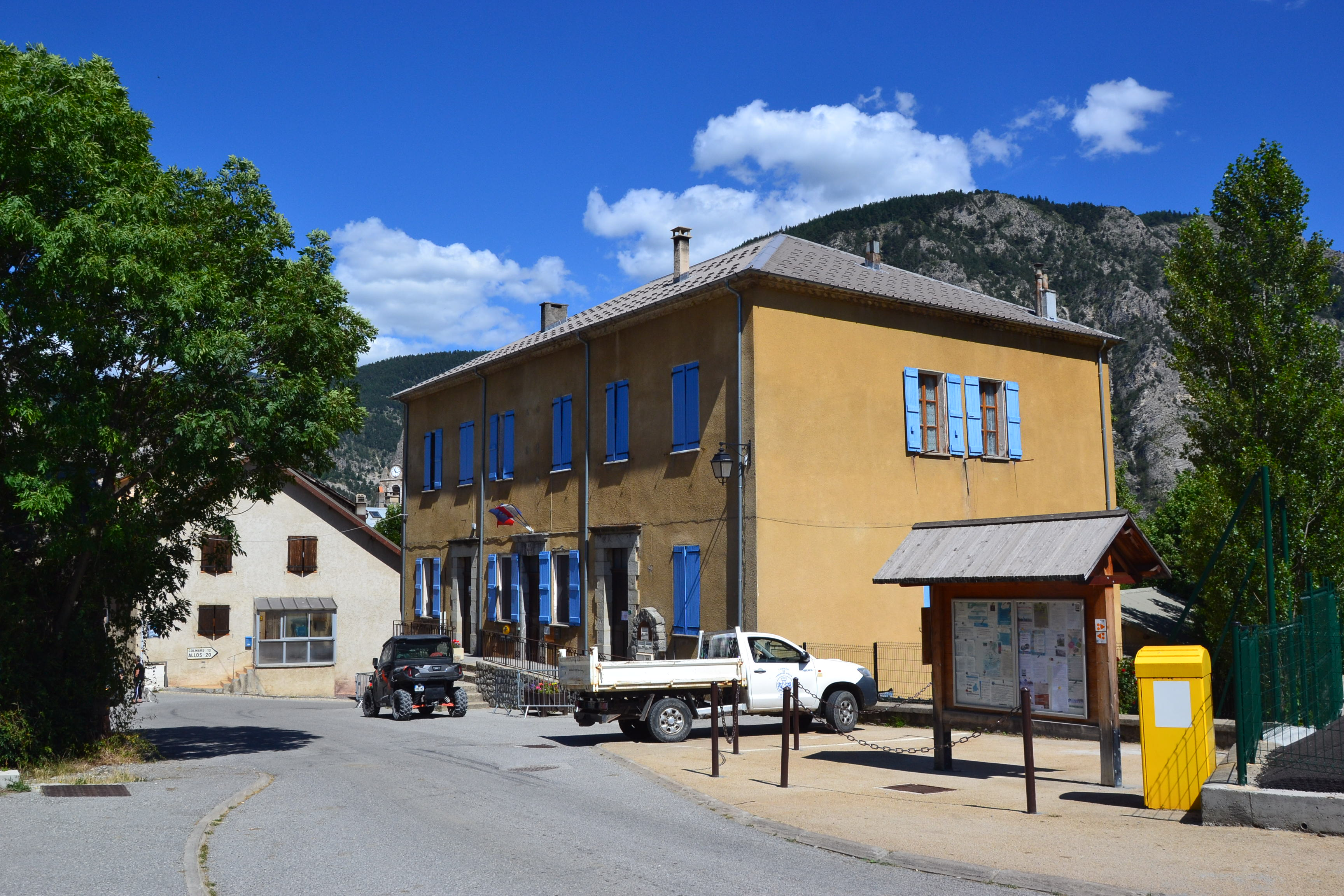
Gemeentehuis
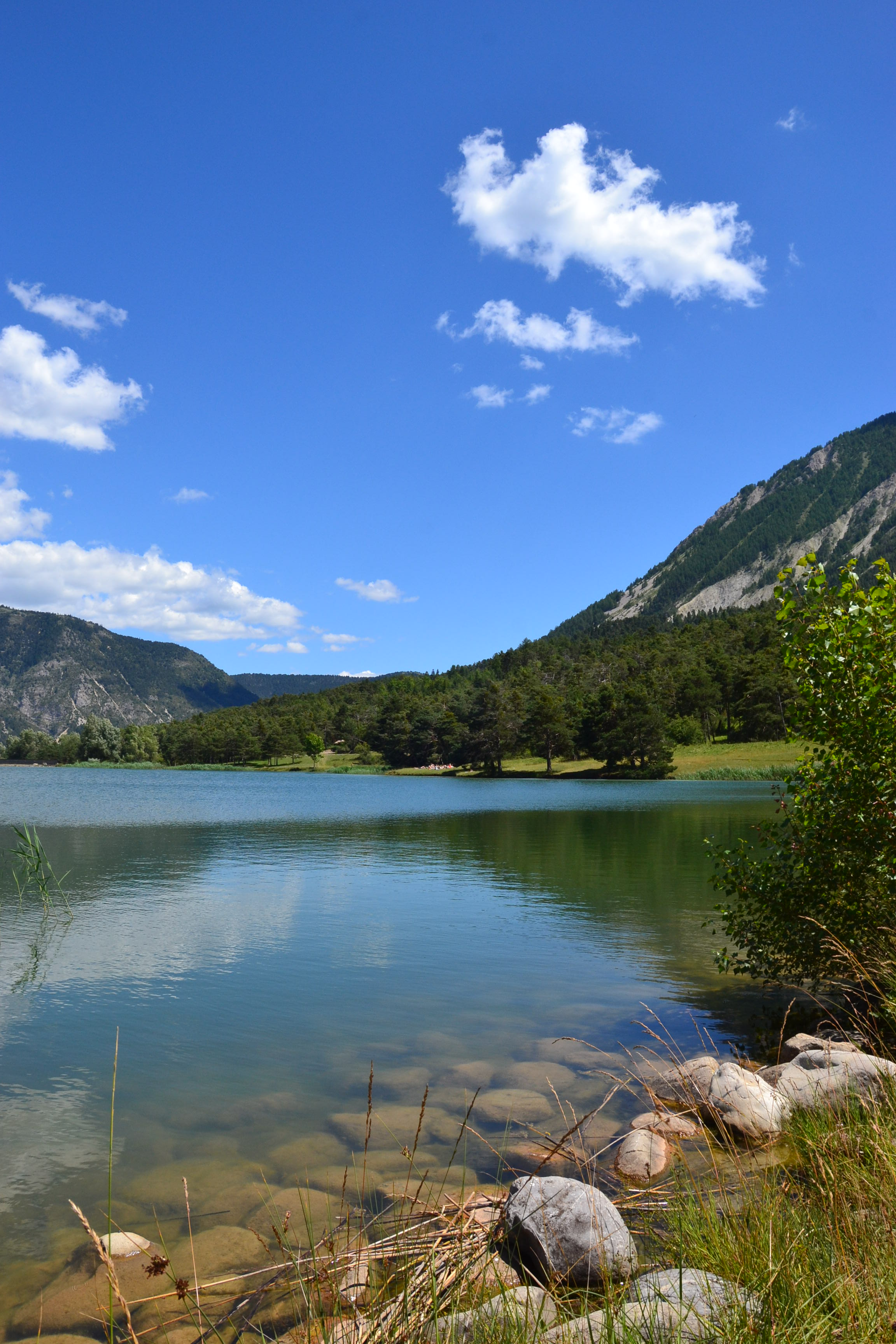
Lac des Sagnes